# 챔프 (1953년 영화)
《챔프》(The Clown)는 미국에서 제작된 로버트 Z. 레너드 감독의 1953년 드라마 영화이다. 레드 스켈튼 등이 주연으로 출연하였고 윌리엄 H. 라이트 등이 제작에 참여하였다. 스토리는 1931년 영화 챔프에서 가져왔다.

## 출연

### 주연
- 레드 스켈튼
- 제인 그리어

### 조연
- 팀 콘시딘
- 로링 스미스
- 필립 오베
- 루 루빈
- 페이 루프
- 월터 리드
- 에디 마
- 조나단 코트
- 돈 베도
- 스티브 포레스트

## 기타
- 원작자: 프란세스 마리온
- 미술: 세드릭 기븐스